# Schiller Instituttet
 Der er for få eller ingen kildehenvisninger i denne artikel, hvilket er et problem. Du kan hjælpe ved at angive troværdige kilder til de påstande, som fremføres i artiklen.

Schiller Instituttet en international politisk og økonomisk tænketank, en af hovedorganisationerne i LaRouche-bevægelsen, med hovedkvarterer i henholdsvis Tyskland og USA.
Grundlægger og international præsident er Helga Zepp-LaRouche, som er gift med den amerikanske politiske aktivist og økonom Lyndon LaRouche.
Det danske institut blev oprettet i 1984.

## Instituttets mål og aktiviteter
Instituttet har tilkendegivet, at deres mål er at implementere filosoffen Friedrich Schillers idéer i, hvad de kalder den nutidige verdenskrise og den globale politiske situation.
Instituttets aktiviteter er præget af den betragtning, at først når det nuværende internationale valuta- og finanssystems uretfærdigheder er overvundet, kan en menneskeværdig udvikling – og dermed en varig fred – opnås for jordens folkeslag.
Schiller Instituttet fastholder, at verdens voksende befolkning skal gives en meningsfuld, værdig og produktiv tilværelse på en levestandard, der svarer til den, vi kender i Europa i dag.
Instituttet arbejder for at udarbejde og virkeliggøre en økonomisk strategi for, hvorledes 10 milliarder mennesker skal kunne tilbydes en sådan tilværelse.

## Kandidater til folketingsvalget i 2007
Ved folketingsvalget d. 13. november 2007 stillede fire løsgængere med forbindelse til Schiller Instituttet op i de tre storkredse.
Deres valgprogram var alsidigt, men fokuserede først og fremmest på etablering af Kattegatforbindelse med magnettog. Dette vil give en rejsetid fra Århus til København på 25 minutter.
Deres valgpunkter var:
1. Byg Kattegat-broen og et dansk magnettognet
2. Grundlæg et nyt Bretton Woods finanssystem
3. Red bankerne – lovgiv imod finansspekulation
4. Beskyt boligejerne imod at blive sat ud
5. Tredobling af statens anlægsbudget
6. Investering i sygehusvæsen og uddannelse
7. Dialog mellem kulturerne og global renæssance

Ingen af de fire løsgængere kom over spærregrænsen.

## Kritik
Det er af det britiske politi og i en række avisartikler hævdet, at Schiller Instituttet er en politisk kult. Men den tyske højesteret afviste alle beskyldninger imod Lyndon LaRouches tyske samarbejdspartnere i Jeremiah Duggan-sagen.
Deres aviser bringer ofte upræcise forudsigelser, såsom kommende hyperinflation (2009 avis), et fuldstændigt sammenbrud af de internationale pengemarkeder (2010 avis, forudsat i oktober) og lignende.[kilde mangler]